# 1842 w literaturze
Wydarzenia literackie w 1842 roku.

## Nowe książki
- polskie
  - Józef Ignacy Kraszewski
    - Obrazki z życia i podróży (tom 2)
    - Historia Sawki
    - Ulana

  - Juliusz Słowacki – Złota czaszka (powstanie poematu)
  - Seweryn Goszczyński – Król zamczyska
- zagraniczne
  - Nikołaj Gogol – Martwe dusze (Мёртвые души)
  - Victor Hugo – Ren (Le Rhin)
  - George Sand – Consuelo

## Urodzili się
- 4 lutego – Georg Brandes, duński pisarz i krytyk literacki (zm. 1927)
- 24 lutego
  - Arrigo Boito, włoski poeta i kompozytor (zm. 1918)
  - John Habberton, amerykański pisarz i krytyk literacki (zm. 1921)
- 25 lutego:
  - Karl May, pisarz niemiecki (zm. 1912)
  - Perec Smolenskin, żydowski pisarz i myśliciel tworzący w języku hebrajskim (zm. 1885)
- 18 marca – Stéphane Mallarmé, francuski poeta (zm. 1898)
- 23 maja – Maria Konopnicka, polska poetka i nowelistka (zm. 1910)
- 24 czerwca – Ambrose Bierce, amerykański nowelista, satyryk i dziennikarz (zm. 1913/1914)
- 11 lipca – Henry Abbey, amerykański poeta (zm. 1911)
- 22 listopada – José-María de Heredia, francuski poeta (zm. 1905)

## Zmarli
- 1 marca – Juliusz Mien, polski literat i tłumacz (zm. 1905)
- 23 marca – Stendhal, francuski pisarz (ur. 1783)